# Rijstevlaai
Rijstevlaai ou rijsttaart é um tipo de vlaai, uma torta fermentada típica dos Países Baixos e da Bélgica, feita à base de arroz.Assim como a Limburgse vlaai, a massa da rijstevlaai é fermentada. Ela é feita a partir de leite morno com fermento, ao qual são adicionados farinha, manteiga, açúcar e ovo, até que se forme uma massa. A massa é então colocada para descansar e crescer. O recheio é feito de arroz cozido em leite até tornar-se um mingau, ao qual são adicionados ovos batidos. O mingau é então colocado na massa, e a torta é então levada ao forno para assar. A receita é servida em temperatura ambiente.
A rijstevlaai é geralmente servida com uma camada de creme chantili, sobre a qual são jogadas lascas ou granulados de chocolate. Açúcar também pode ser polvilhado sobre o creme. Algumas versões da receita substituem a camada de creme por compota de frutas, mais comumente de cereja.